# Rebec-Hof

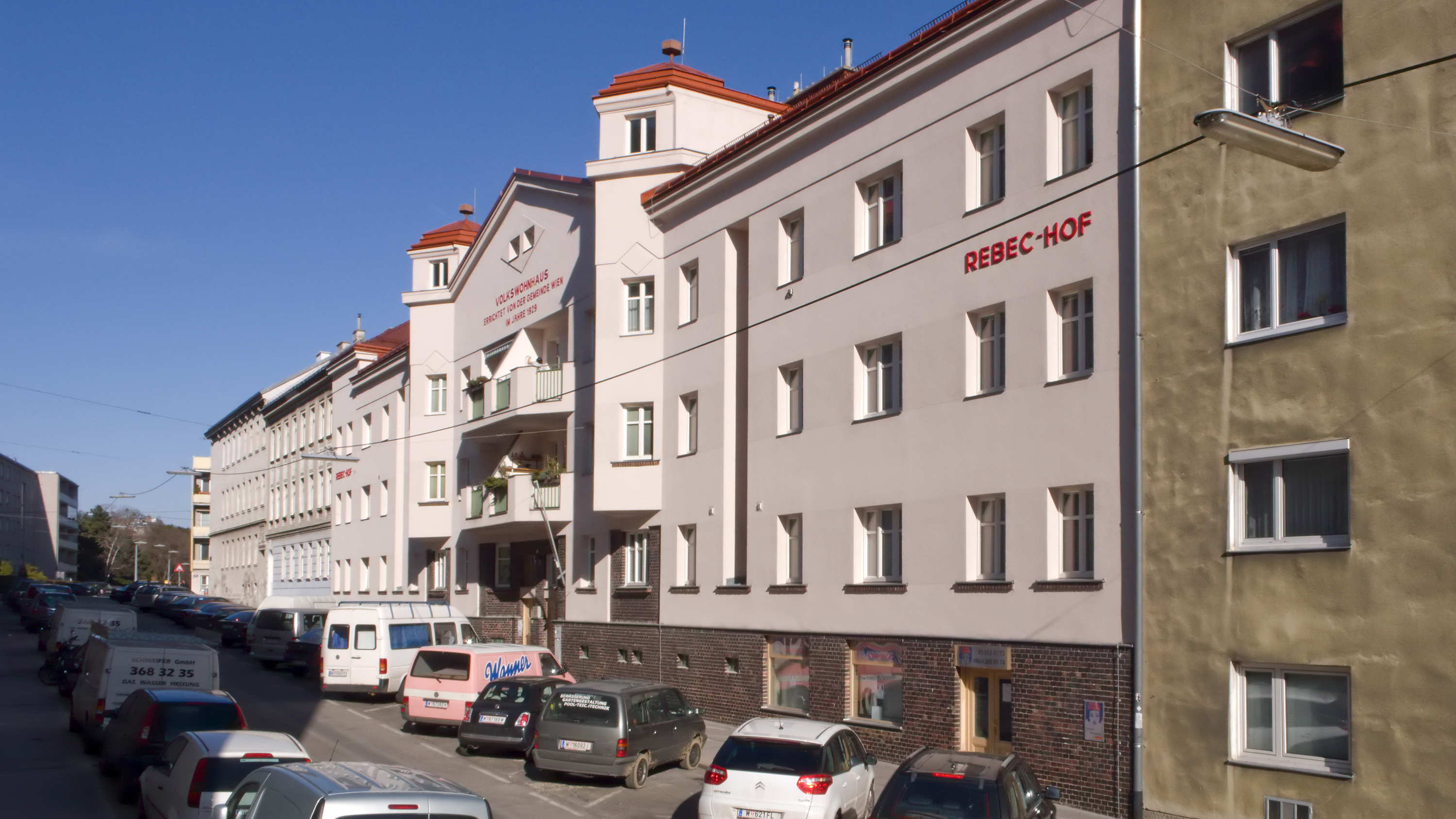
Der Rebec-Hof

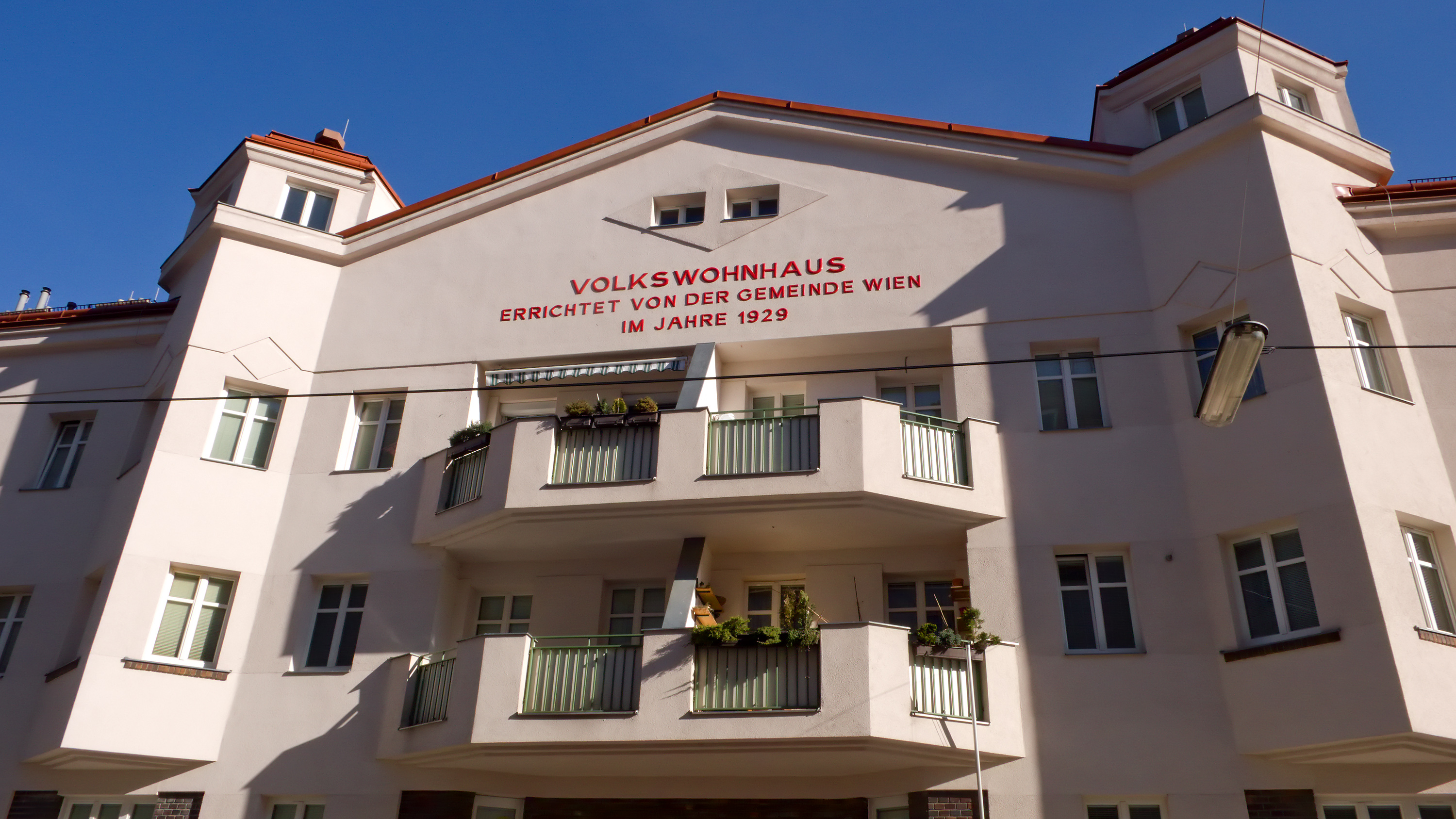
Der Mittelteil der Fassade

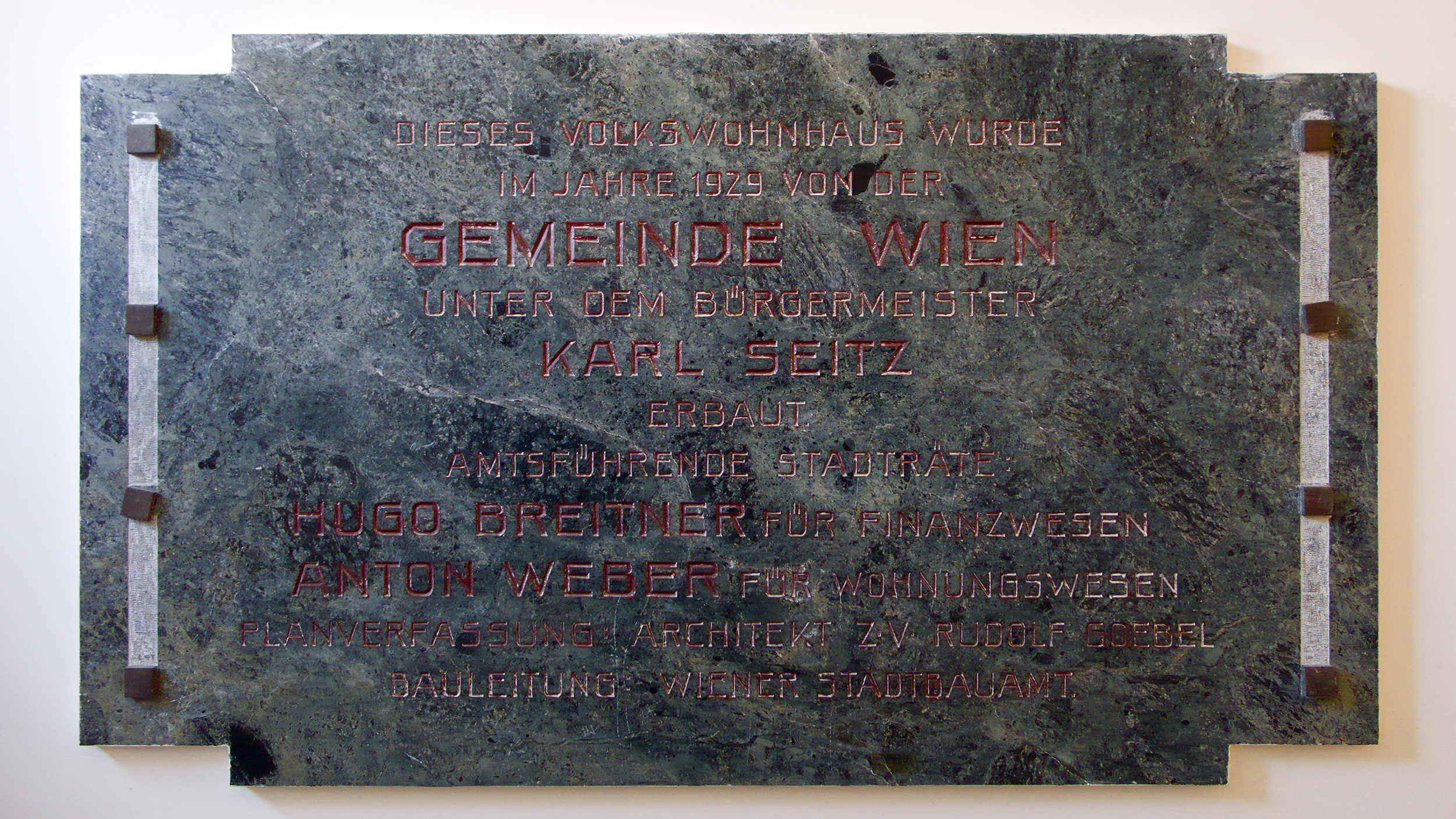
Inschrift im Hauseingang

Der Rebec-Hof ist ein Gemeindebau im 19. Wiener Gemeindebezirk Döbling. Er wurde 1929 nach Plänen des Architekten Rudolf Goebel errichtet und umfasst 23 Wohnungen.

## Lage
Der Rebec-Hof liegt in der Döblinger Katastralgemeinde Oberdöbling. Die Wohnhausanlage wurde in einer Baulücke der Flotowgasse errichtet und trägt die offizielle Adresse Flotowgasse 12. Unmittelbar gegenüber liegt der Gemeindebau Weinberggasse 17.

## Geschichte und Bauwerk
Das als „Volkswohnhaus“ errichtete Gebäude wurde nur fünf Jahre nach dem nahegelegenen Karl-Mark-Hof errichtet. Der Architekt bemühte sich dabei, die zwei Stiegen umfassende Wohnhausanlage an die umliegenden, bürgerlichen Häuser anzupassen. Als Baugrund dienten drei Parzellen, die die Errichtung eines Gebäudes mit langer Straßenfront ermöglichten. Am nördlichen Ende des Gebäudes baute Goebl den Gemeindebau an ein bereits bestehendes Gebäude an, die Südfront blieb zunächst freistehend, bis nach dem Zweiten Weltkrieg ein angrenzender Garten ebenfalls verbaut wurde.
Auf Grund der Hanglage plante der Architekt ein Keller-Erdgeschoß, auf das er zwei Stockwerke und einen Dachboden aufsetzte. Seinen Plänen zufolge hätte Goebl den Fassadengestaltung in zwei Farben umgesetzt, wodurch die Etagen optisch voneinander getrennt gewesen wären. Letztlich wurde das Haus jedoch nur in einer Farbe gestrichen, wodurch die Klinkerverblendungen am Sockel sowie zwischen den markanten Erker besonders deutlich hervortreten. Als weitere Stilelemente wählte Goebl zwei polygonale Erkertürme die in Dachgaupen münden. Zudem verfügt das Gebäude über einen langgezogenen Giebel sowie zwei Balkone über dem Eingangsbereich. Die Hoffassade ist wie die Straßenfront streng symmetrisch (ohne Balkone) angelegt.
Ursprünglich sollte der Rebec-Hof zwei Geschäfte beherbergen, die jedoch bereits während der Bauzeit zusammengelegt wurden. In den 1930er Jahren wurde im Rebec-Hof eine Bücherei eingerichtet. 1949 wurde der Gemeindebau nach Ernst Rebec (1888–1934) benannt. Er hatte sich 1934 an der Verteidigung des Karl-Mark-Hofs beteiligt und war bei den Kämpfen ums Leben gekommen.
Dem Rebec-Hof gegenüber sowie in nächster Nähe wurden in den 1950er Jahren zahlreiche weitere Gemeindebauten errichtet.
2007 erfolgte eine Sockelsanierung am Rebec-Hof, zudem wurde das Dach erneuert, Fenster und Türen getauscht und eine Wärmedämmung angebracht. Die Kosten für die Sanierung beliefen sich dabei auf rund 460.000 Euro.